# Alfred Eschwé

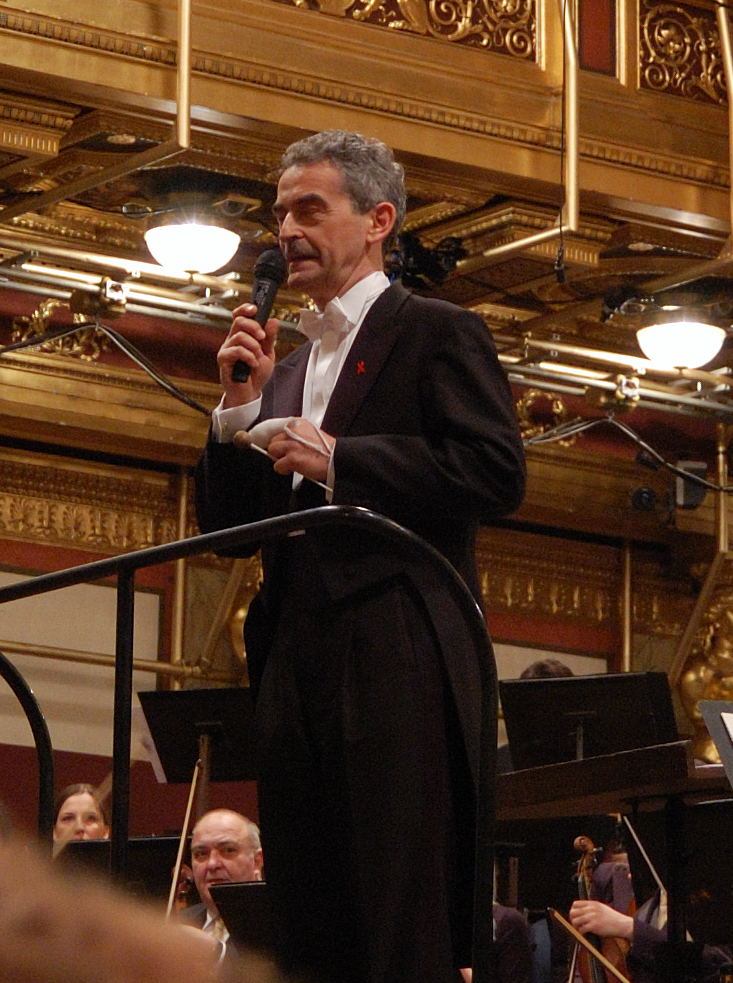
Alfred Eschwé (2007)

Alfred Eschwé (* 22. August 1949 in Wien) ist ein österreichischer Dirigent und Pianist.

## Werdegang
Eschwé absolvierte eine musikalische Ausbildung am Konservatorium und an der Wiener Musikhochschule, u. a. als Schüler von Hans Swarowsky. Nach dem Studium ging er als Kapellmeister an die Bühnen von Osnabrück und Kiel. 1998 debütierte er als Dirigent an der Hamburgischen Staatsoper, an die er immer wieder zurückkehrte.
Eschwé leitete Wiener und internationale Orchester, präsentierte und moderierte mit dem Wiener Johann Strauss Orchester auch Konzerte mit Werken der Strauß-Dynastie sowohl in europäischen Ländern, als auch in den USA, Japan und Korea. An die Volksoper Wien wurde Alfred Eschwé im Jahre 1989 von Eberhard Waechter verpflichtet, wo er seitdem das gesamte Repertoire in Oper und Operette betreut.
2003 trat Eschwé erstmals an der Wiener Staatsoper auf. An diesem Haus dirigierte er auch die Eröffnungen des Wiener Opernballs 2009 und 2010.
Internationale Gastspiele führten Eschwé an das Teatro Regio di Torino, das Teatro Bellini in Catania, das Teatro Massimo in Palermo und an das Teatro Verdi in Triest. 2006 debütierte er an der Berliner Staatsoper Unter den Linden, 2008 an der Oper Zürich und an der Münchner Staatsoper sowie mit 2009 am New National Theatre, Tokyo. 2014 dirigierte er erstmals an der Finnischen Nationaloper in Helsinki. 
2015 folgte sein Debüt am Pult der Sächsischen Staatsoper in Dresden im Rahmen einer Neuproduktion von Albert Lortzings "Der Wildschütz". 2016 war er erstmals am Pult des Teatro San Carlo in Neapel zu erleben, 2017 an jenem des Gürzenich-Orchesters der Oper Köln. Dort leitete er Die Fledermaus und Tosca. 2021/22 stand in Köln Die Zauberflöte und Carmen unter seiner Leitung.
2023/24 dirigierte er u. a. Neuproduktionen von Offenbachs "Die Reise zum Mond" an der Wiener Volksoper, Strauss "Die Fledermaus" an der Nationaloper von Bergen (Norwegen) und Nicolais "Die lustigen Weiber von Windsor" mit Opernsänger Martin Winkler im Münchner Gärtnerplatztheater.
DVD-Aufzeichnungen seiner Dirigate gibt es vom Liebestrank mit Anna Netrebko und Rolando Villazón, außerdem von Der Evangelimann (Volksoper) und Der Graf von Luxemburg (Theater an der Wien).
Gemeinsam mit seiner Schwester Elisabeth tritt er auch im Klavierduo auf.

## Auszeichnungen
- 2017: Österreichischer Musiktheaterpreis in der Kategorie Beste musikalische Leitung für Fürst Igor (Volksoper Wien)[7]